# Constrictobates lineolatus
Constrictobates lineolatus är en kvalsterart som beskrevs av Balogh och Sandór Mahunka 1966. Constrictobates lineolatus ingår i släktet Constrictobates och familjen Hemileiidae. Inga underarter finns listade i Catalogue of Life.